# Тільки острів не візьмеш з собою
Тільки острів не візьмеш з собою… (азерб. Təkcə adanı özünlə apara bilməzsən…) — радянський дитячий драматичний телефільм 1980 року, знятий на  кіностудії «Азербайджанфільм».

## Сюжет
Маленька дівчинка Наіля приїжджає до своєї бабусі всього лише на кілька днів. Але за цей короткий час вона шукає дитячі пригоди. Наіля одного разу стала свідком знищення птахів.

## У ролях
- Аян Міркасімова — Наїля
- Кето Бочорашвілі — Мадіна, бабуся, єгер острова-заказника (дублер трюків — Джаваїр Байрамова)
- Камал Худавердієв — Ільяс, зоолог
- Кязім Абдуллаєв — мисливець
- Раміз Меліков — тато Наїлі, капітан корабля
- Мамедсадих Нурієв — епізод

## Знімальна група
- Автор сценарію: Надія Ісмаїлова
- Режисер-постановник і художник по костюмах: Гюльбеніз Азімзаде
- Оператор-постановник: Хусейн Мехтієв
- Художник-постановник: Маїс Агабеков
- Композитор: Акшин Алізаде
- Звукооператор: Марат Іскандеров
- Другий режисер: Самад Лазимов
- Другий оператор: Амін Новрузов
- Монтажер-постановник: Ніса Гаджиєва
- Оператор комбінованих зйомок: Рафік Карімов
- Художник комбінованих зйомок: Сарвар Мусаєв
- Консультанти: А. Агаєв, Є. Мамедов
- Редактор: Раміз Ровшан
- Оркестр: Симфонічний оркестр Державного комітету кінематографії СРСР
- Вокал: Московський камерний хор
- Диригент: А. Пєтухов
- Директор фільму: Надір Алієв